# 日本フットサル施設連盟
一般社団法人日本フットサル施設連盟（にほん―しせつれんめい、Japan Futsal Network）は、日本における民間フットサル施設を統括する団体。略称はJFN。2003年4月1日発足。
日本フットサル施設連盟選手権大会などの競技会の主催も行っている。

## 加盟団体
- 東北フットサル施設連盟
- 関東フットサル施設連盟
- 東海フットサル施設連盟
- 関西フットサル施設連盟
- 中・四国フットサル施設連盟
- 九州フットサル施設連盟

## 主な大会
- 日本フットサル施設連盟選手権大会
- アサヒ飲料杯スポニチフットサルクラブ選手権
- 全国施設選抜レディースフットサル大会